# 陰極

鋅銅電池之銅陰極

陰極是發生還原反應的電極，相對于陽極為其對立面。
在放電的電池中，陰極為正極。正極指電源中電位（電勢）較高的一端。電流的方向為從正極流出，從負極流入。但是實際上電子的方向卻與電流方向相反，電子從負極流出，經由電路，到達正極。
陰極经常与負極混淆，甚至在大多数英漢词典中，英文單字也被翻译成負極。事實上，只有在電解池中，陰極才与負極相关联。而在電池中，陰極是負極相反的存在，即正極。